# Villa del Castellaccio
La Villa del Castellaccio si trova sulle colline di Uzzano, in Valdinievole, provincia di Pistoia.

## Storia
Nell'antica località Tobbiano, si ergeva una rocca, che faceva parte di un più ampio sistema difensivo che in epoca medievale fu posto a guardia della valle della Pescia Maggiore. Tale fortilizio divenne di proprietà della famiglia Orlandi, uno dei casati più antichi della città di Pescia, che ne curò la manutenzione fin quando le mutate condizioni politiche dell'area, con il passaggio dall'area di influenza di Lucca a quella fiorentina, la resero non più strategica. A partire dalla prima metà del XVII secolo, sulle rovine della struttura difensiva (da qui il nome di Castellaccio), la famiglia Toldi di Uzzano costruì una villa padronale con annessa fattoria. Al piano terra, fu realizzata una cappella gentilizia, tutt'oggi presente e dedicata ai Santi Ambrogio e Caterina, che fu consacrata il 3 dicembre 1733 dal vescovo di Pescia Bartolomeo Pucci. Nel 1747, la villa fu sottoposta a lavori di ristrutturazioni, in quanto dichiarata in cattivo stato. Nel maggio 1750, la villa passò alla famiglia Orsi, altro antico casato uzzanese, poi imparentata con i Bertolini di Pontremoli e divenuta Orsi-Bertolini, che la mantennero fino al 1926. La famiglia Orsi la sottopose a lavori di ampliamento attorno al 1850, innalzandola di un piano e facendole così assumere la veste che oggi si presenta alla nostra vista. Il 21 luglio 1913, con decreto del ministero della Pubblica Istruzione, la villa fu riconosciuta come luogo di importante interesse storico e artistico. 
Nel 1926 la villa e la fattoria (di proprietà del conte Stefano Orsi Bertolini) furono acquistate dall'illustre giurista e diplomatico Dionisio Anzilotti, ai cui discendenti appartiene ancora

## Giacomo Puccini ospite al Castellaccio
Particolarità della villa è l’essere stata presa in affitto nell’estate del 1895 dal compositore lucchese Giacomo Puccini, grazie all'interessamento del cognato Raffaello Franceschini, direttore dell'ufficio imposte dirette di Pescia, e dell'architetto Giulio Bernardini. Qui Puccini compose il 2° ed il 3° atto de La bohème. Lo testimoniano le foto dell’inventario degli oggetti concessi in locazione assieme alla Villa con la firma autografa del compositore e le scritte che ha lasciato sul muro del salottino al piano nobile della stessa, con scritto “Finito il 2° atto Bohème 23-7-1895” e “Finito il 3° atto Bohème 18-9-1895”. 

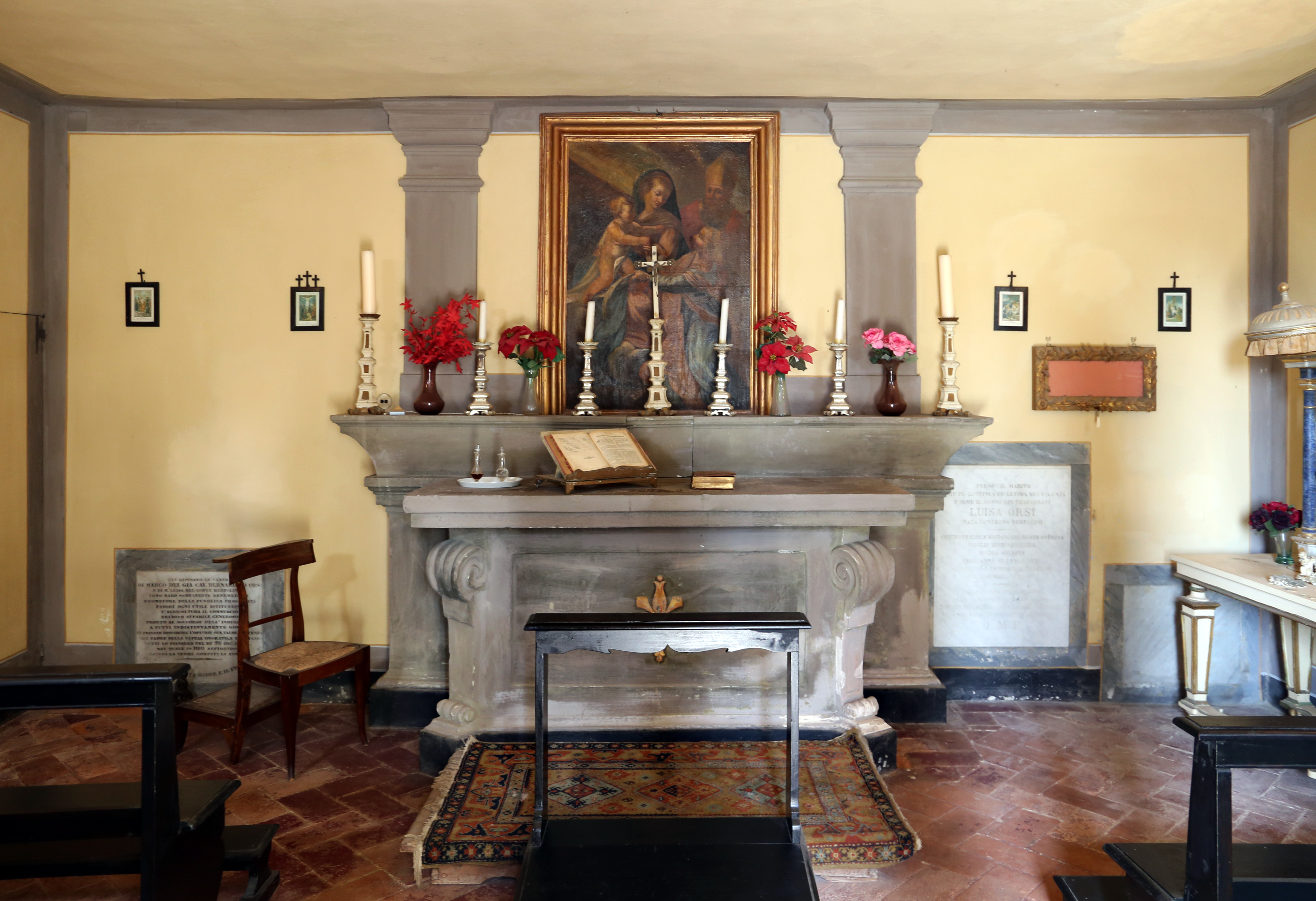
L'interno della cappella
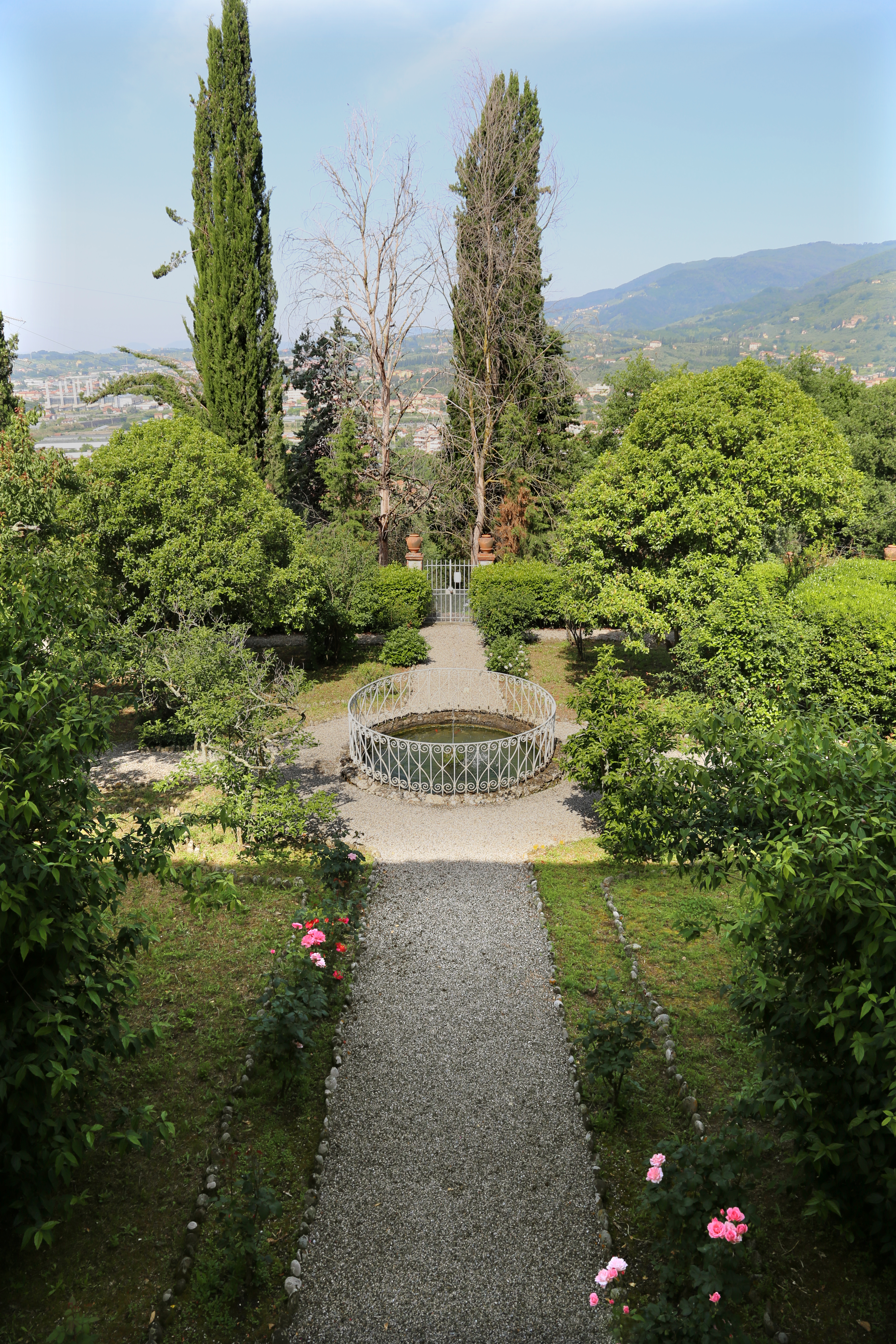
Il giardino posteriore
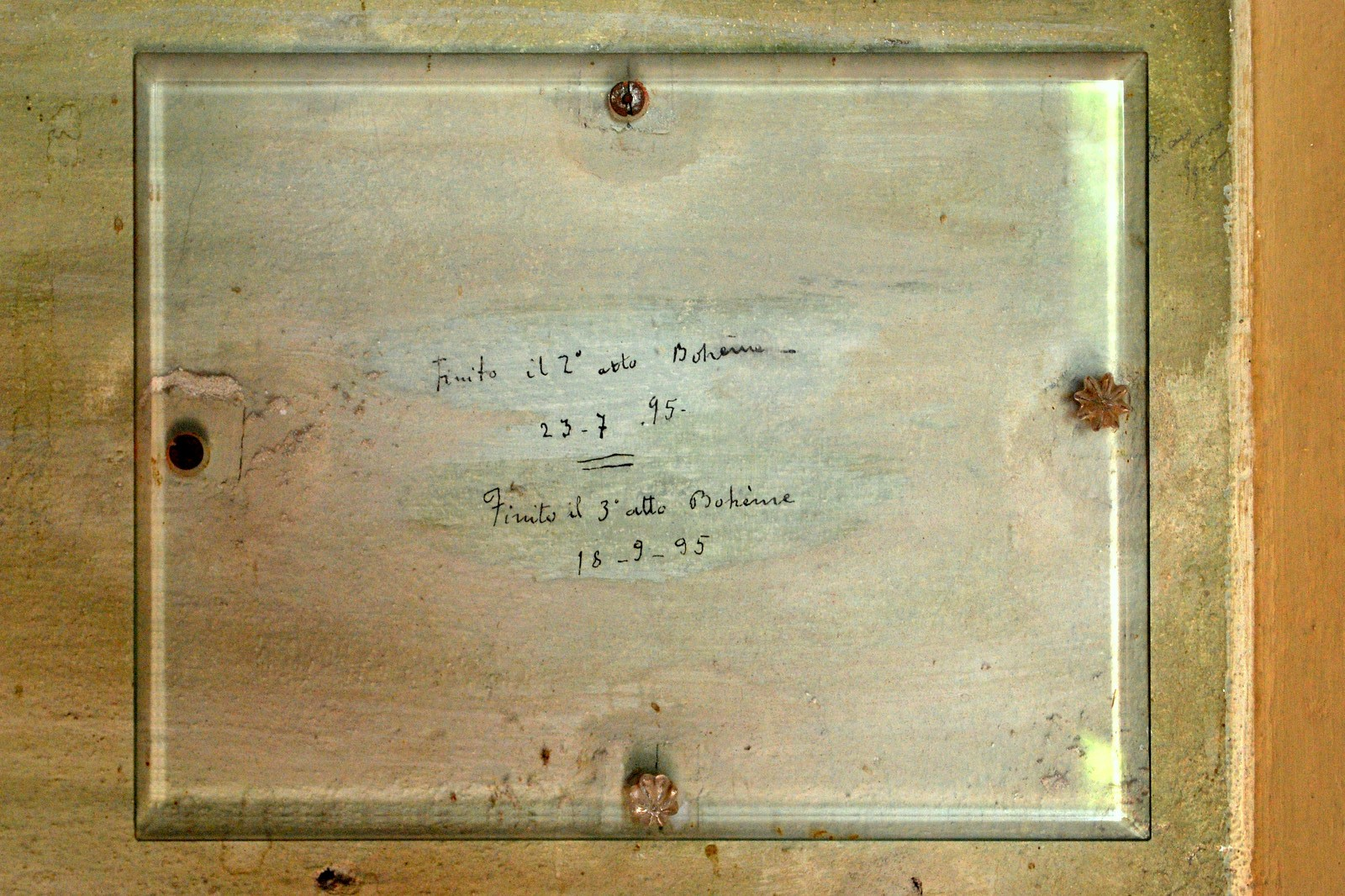
Scritte autografe di Puccini